# Franz Stock
Pour les articles homonymes, voir Stock (homonymie).
Ne doit pas être confondu avec Simon Stock.
L'abbé Franz Stock, né le 21 septembre 1904 à Neheim (Arnsberg) en province de Westphalie et mort le 24 février 1948 à Paris, est un prêtre catholique allemand.
Il est notamment aumônier dans les prisons parisiennes durant la Seconde Guerre mondiale (il assiste les condamnés à mort) puis supérieur du « Séminaire des barbelés » du Coudray (près de Chartres).
Son procès en béatification est ouvert en 2009 par l'Église catholique, qui clôt le dossier en 2022, estimant que les conditions pour une béatification ne sont pas réunies.

## Biographie
Franz Stock est l’aîné de neuf enfants dans une famille ouvrière de Neheim. Il est élève de l’école primaire catholique et à l'âge de douze ans, il formule pour la première fois le vœu de prendre la soutane.
En 1917, âgé de 13 ans, il est admis au lycée de Neheim où il obtient son baccalauréat en 1926. Il commence alors des études théologiques à l’académie philosophico-théologique de Paderborn. En 1926, il participe à Bierville, près de Paris, au sixième Congrès démocratique international pour la paix, organisé par Marc Sangnier avec la devise « La paix par la jeunesse ». C'est là qu'il rencontre Joseph Folliet qui a ensuite une grande influence sur lui. À Pâques 1928, il retourne à Paris pour y suivre des études pendant trois semestres à l’Institut catholique de Paris. Il est le premier étudiant allemand à y être admis depuis le Moyen Âge. Il devient Compagnon de Saint François, mouvement qui aspire à réaliser l’idéal de la vie simple et de la paix. Par la suite, il participe à plusieurs rencontres internationales, notamment sur le Borberg près de Brilon en 1931.
Il reçoit le sous-diaconat le 15 mars 1931. Avant sa retraite de préparation, il écrit à ses parents : « […] Ces jours-ci, je fais le pas décisif vers le sacerdoce. Je suis conscient de toute ma faiblesse et pourtant j’ai grande confiance en Celui qui nous fortifie et autant que je pourrai, je me montrerai digne de Lui. Car tout au long de ma formation, à n’en pas douter, la Providence de Dieu m’a conduit, depuis le jour où pour la première fois, j’ai songé à devenir prêtre, jusqu’aujourd’hui. »
Le 12 mars 1932, il est ordonné prêtre par l’archevêque de Paderborn, Caspar Klein. Sur les images données aux fidèles à l'issue de la première messe qu'il célèbre, Franz Stock fait imprimer un extrait de la Première lettre de saint Pierre : « Obéissant à la vérité, sanctifiez vos âmes, pour vous aimer sincèrement comme des frères. D’un cœur pur, aimez-vous les uns les autres sans défaillance, engendrés de nouveau d’un germe non point corruptible, mais incorruptible, la Parole du Dieu vivant et éternel ».
En 1934, il est nommé recteur de la Mission catholique allemande de Paris. Il habite au 21-23 de la rue Lhomond, près du quartier Latin.
En août 1939, quelques jours avant le déclenchement de la guerre, il doit, sur l’ordre de l’ambassade d'Allemagne, regagner précipitamment l’Allemagne. Il exerce les fonctions de vicaire d'abord à Dortmund-Bodelschwingh et ensuite à Wanzleben.

### Aumônier pendant l'Occupation
La France vaincue demande l'armistice le 17 juin 1940, et le 13 août, Franz Stock est nommé à nouveau à la Mission catholique allemande de Paris où il arrive en octobre.
Début 1941, il commence à visiter les prisons parisiennes : Fresnes, La Santé et le Cherche Midi.

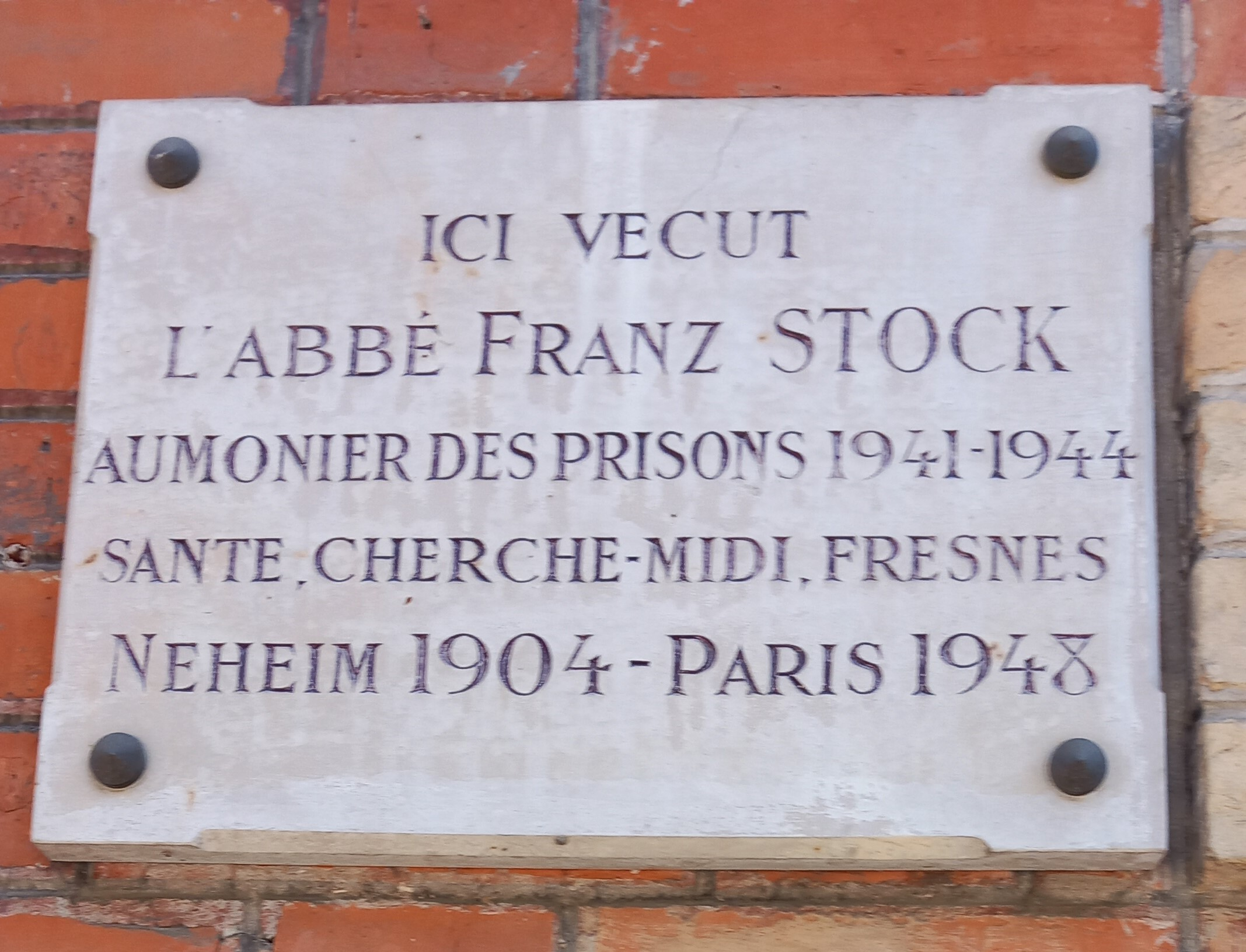
Plaque commémorative rue Lhomond à Paris.

Le 10 juin 1941, il est nommé aumônier à titre de fonction secondaire par les autorités militaires allemandes. Il est chargé de prendre soin des détenus dans les prisons et leur apporter le réconfort spirituel. Il prépare et accompagne les condamnés à mort jusqu’au lieu de leur supplice. De 1941 à 1944, il y a environ 11 000 captifs dans les prisons de Paris. Les exécutions ont lieu au fort du Mont-Valérien. Il écrit dans son journal que le nombre des exécutions auxquelles il a assisté devait être « un nombre à quatre chiffres, et pas le plus petit ». Il apportera en 1942 les secours de la foi à l'acteur Harry Baur, considéré à tort comme juif, ainsi qu'à sa femme Rika Radifé qui se convertira au catholicisme. En février 1944, c'est le résistant d'origine arménienne Missak Manouchian qui, quelques heures avant son exécution, reçoit l'absolution et la communion des mains de l'abbé Franz Stock.
Le 25 août 1944, lorsque le général de Gaulle entre dans Paris, l'abbé Stock se trouve à l’hôpital de la Pitié avec plus de 600 soldats allemands blessés et intransportables. Quand les Américains prennent en charge l'hôpital, l'abbé Stock devient prisonnier de guerre, enregistré sous le matricule: US/PWIB/31 G/820274.

### Le Séminaire des barbelés

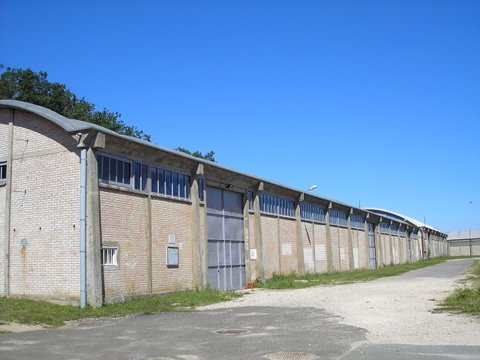
Séminaire des barbelés, Le Coudray, Eure-et-Loir (France).

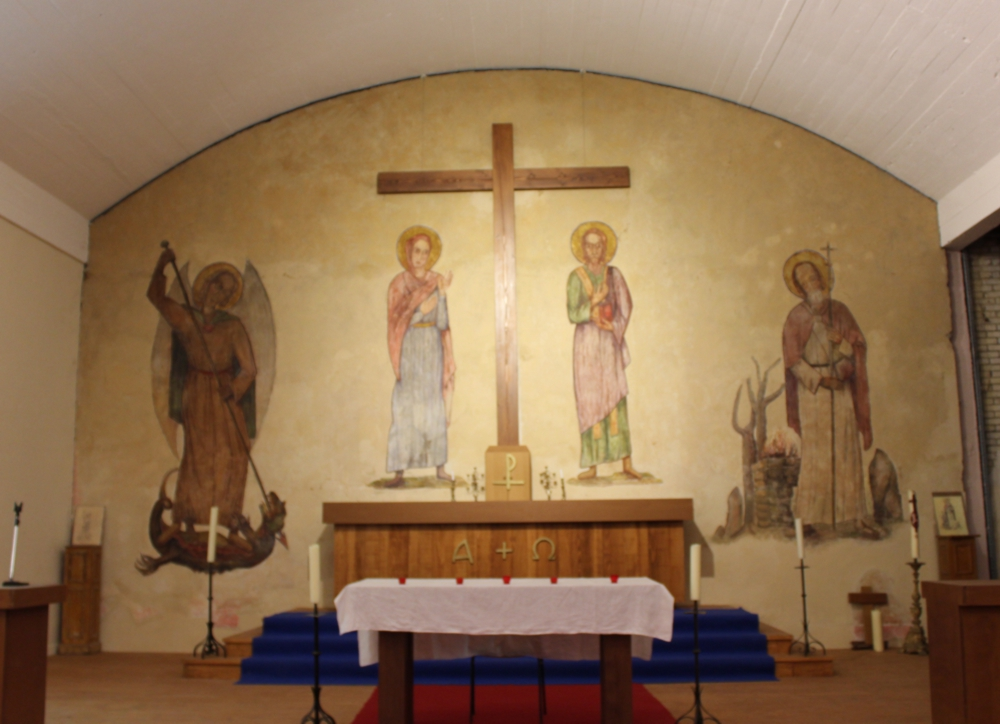
Fresque peinte par l'abbé Stock, dans la chapelle du Séminaire des barbelés.

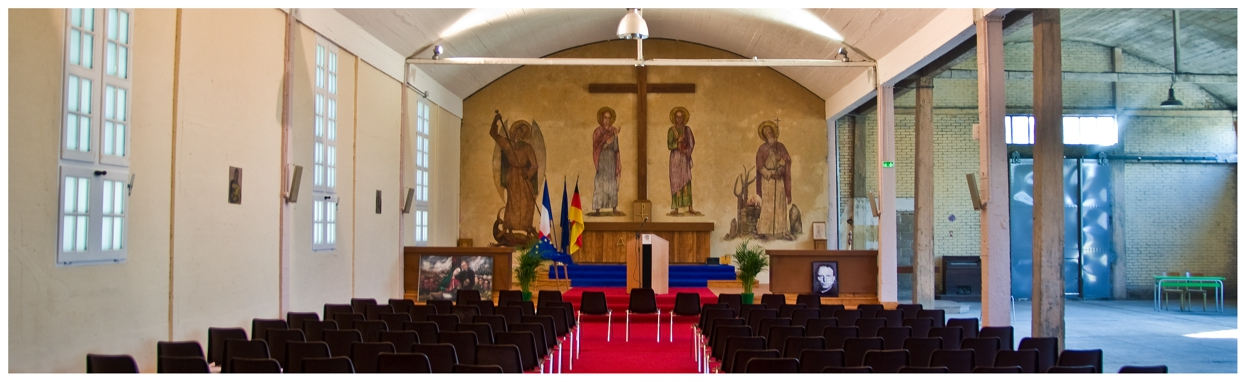
La chapelle rénovée le jour de son inauguration.

Les abbés Rodhain et Le Meur de l'aumônerie générale de Paris entrent en contact avec l'abbé Stock qui est alors retenu dans le grand camp de prisonniers de guerre de Cherbourg. On envisage la fondation d’un séminaire pour des théologiens allemands prisonniers. On veut en les amenant au sacerdoce en faire les éléments du renouveau pour le catholicisme en Allemagne. Peu après, l’abbé Stock se voit demander de diriger la formation spirituelle des séminaristes allemands prisonniers. Il est prévu d'installer le séminaire dans le camp Dépôt 51 situé à Orléans.
Le 24 avril 1945, l’abbé Le Meur accompagne l’abbé Stock à Orléans où ils trouvent déjà vingt-huit théologiens. Le 17 août 1945, le « séminaire des Barbelés » est transféré d’Orléans vers le camp 501 au Coudray près de Chartres. Le colonel Gourut « confie » alors les 160 séminaristes à Notre-Dame de Chartres. Deux jours plus tard, le 19 août, l’évêque de Chartres, Raoul Harscouët, accompagné de son secrétaire l’abbé Pierre André, rend déjà visite au séminaire. Plus tard, il se rend fréquemment dans le camp, s’adressant aux séminaristes par « Mes chers enfants ».
De 1945 à 1947, l'abbé Stock est le supérieur du séminaire des prisonniers de Chartres.
Le 18 septembre 1945, le nonce apostolique Roncalli, futur pape Jean XXIII, rend une assez longue visite au camp. Il la renouvelle l'année suivante, le 16 mai 1946. Le premier dimanche après Noël 1946, il visite de nouveau le camp pour transmettre les vœux du pape Pie XII. À cette occasion, il souligne que le séminaire de Chartres fait honneur aussi bien à la France qu'à l’Allemagne et qu'il est bien apte à devenir un symbole de l'entente et de la réconciliation. Le 5 avril 1947, lors du Samedi Saint, Roncalli célèbre l’office avec les séminaristes et ordonne prêtres deux diacres du diocèse de Rottenburg.
Le 26 avril 1947, Franz Stock adresse aux séminaristes prisonniers de Chartres un message que plus tard, lors du vingtième anniversaire de sa mort, l’abbé Jean Pihan qualifiera de prophétique : « Un nombre de saints voulus par la Providence suffira à sauver notre époque […] C’est la Providence qui nous lance cet appel à la sainteté à travers la voix même de l’histoire et il nous faut l’entendre pour porter au monde le message de liberté, de paix, de salut et d’amour […] ».
Le Séminaire des barbelés est fermé le 5 juin 1947. Il aura été fréquenté par 949 enseignants, prêtres, frères et séminaristes. À sa fermeture, ils sont encore 369.
Le 16 décembre 1947, l'abbé Stock apprend sa nomination en tant que docteur honoris causa par l'université de Fribourg-en-Brisgau.
Il meurt subitement le 24 février 1948 à l'hôpital Cochin à Paris, il n'avait pas encore 44 ans.
Ses obsèques ont lieu en l'église Saint-Jacques-du-Haut-Pas à Paris. Le nonce apostolique Roncalli donne lui-même l’absoute, l’absolutio ad tumbam. L'abbé Stock est enterré simplement au cimetière parisien de Thiais.
Une cérémonie commémorative publique se déroule au Dôme des Invalides le 3 juillet 1949.
Le 13 juin 1963, la veille de la ratification du traité d'amitié franco-allemand par l'Assemblée nationale, son corps est exhumé du cimetière de Thiais. Son cercueil reste d’abord exposé et est finalement inhumé deux jours plus tard en l’église Saint-Jean-Baptiste de Rechèvres à Chartres. Un message signé du pape Jean XXIII y est lu. La bénédiction apostolique porte la signature d’un défunt – comme un legs.
En 1995, le bâtiment abritant l'ancienne chapelle du séminaire est inscrit au titre de monument historique.
Une pièce de théâtre, Le Mémorial de Chartres, écrite en 2013 à l'occasion du cinquantième anniversaire du traité de l'Élysée par Ruggiero del Ponte-Gérard Valin, ancien président des Amis de Franz Stock-Paris, rend hommage à l'action de réconciliation franco-allemande du père Franz Stock.

## Mémoire et hommages

### Mémoire
En sa qualité d’aumônier des prisons parisiennes et du Mont-Valérien, lieu d’exécutions pendant l’Occupation allemande, il est entré dans l’Histoire. En France, on l’appelle « l’aumônier de l’enfer » et « l’archange des prisons ».
Roncalli, nonce apostolique en France et futur pape Jean XXIII, le 28 février 1948, lors de la bénédiction de sa dépouille mortelle, déclare « L’abbé Franz Stock « ce n’est pas un nom – c’est un programme ! ».
En juillet 1962, devenu pape, il répète cette phrase devant un groupe international de pèlerins :

« […] le prêtre Franz Stock – Nous le disions le jour de son inhumation lors de l’absoute après la messe de Requiem – ce n’est pas seulement un nom, c’est un programme. Aujourd’hui, après 14 années, Nous voudrions répéter ces mêmes mots. »

Joseph Folliet, une des grandes figures de la spiritualité française des années 1950 et 1960, dit de lui :

« Je crois qu’il n’existe que de rares destinées chrétiennes qui témoignent de l’universalité de l’Église et de la Paix du Christ d’une façon aussi directe, permanente et durable que celle de Franz Stock. »

Jean-Paul II, lors de sa visite à Fulda en Allemagne, le 18 novembre 1981, cite son nom en même temps que ceux des autres grands saints de l’histoire allemande.
Une demande de béatification est adressée au Vatican, le 13 juin 1993, trente ans après l'inhumation définitive de Franz Stock dans l’église Saint Jean-Baptiste ; cette demande est formulée en français et en allemand. Le Vatican clôt cette demande le 30 juin 2022, estimant que les conditions pour une béatification n'étaient pas remplies. 
Pour le cinquantième anniversaire de sa mort, des cérémonies ont lieu à Paris du 22 au 28 février 1998. Le 1er mars 1998, le cardinal Lustiger, archevêque de Paris, Karl Lehmann, président de la Conférence épiscopale allemande et Johannes Joachim Degenhardt, archevêque de Paderborn, célèbrent un office pontifical dans la cathédrale de Chartres, entourés d’évêques français et allemands et en présence de René Monory, président du Sénat français et du chancelier Kohl, qui avait déposé auparavant une couronne sur la tombe de Franz Stock,.

« Allemands et Francais, nous sommes ensemble responsables de notre avenir commun, devant les hommes et devant Dieu »

— Extrait de l'homélie du cardinal Lustiger, 1er mars 1998.

### Hommages

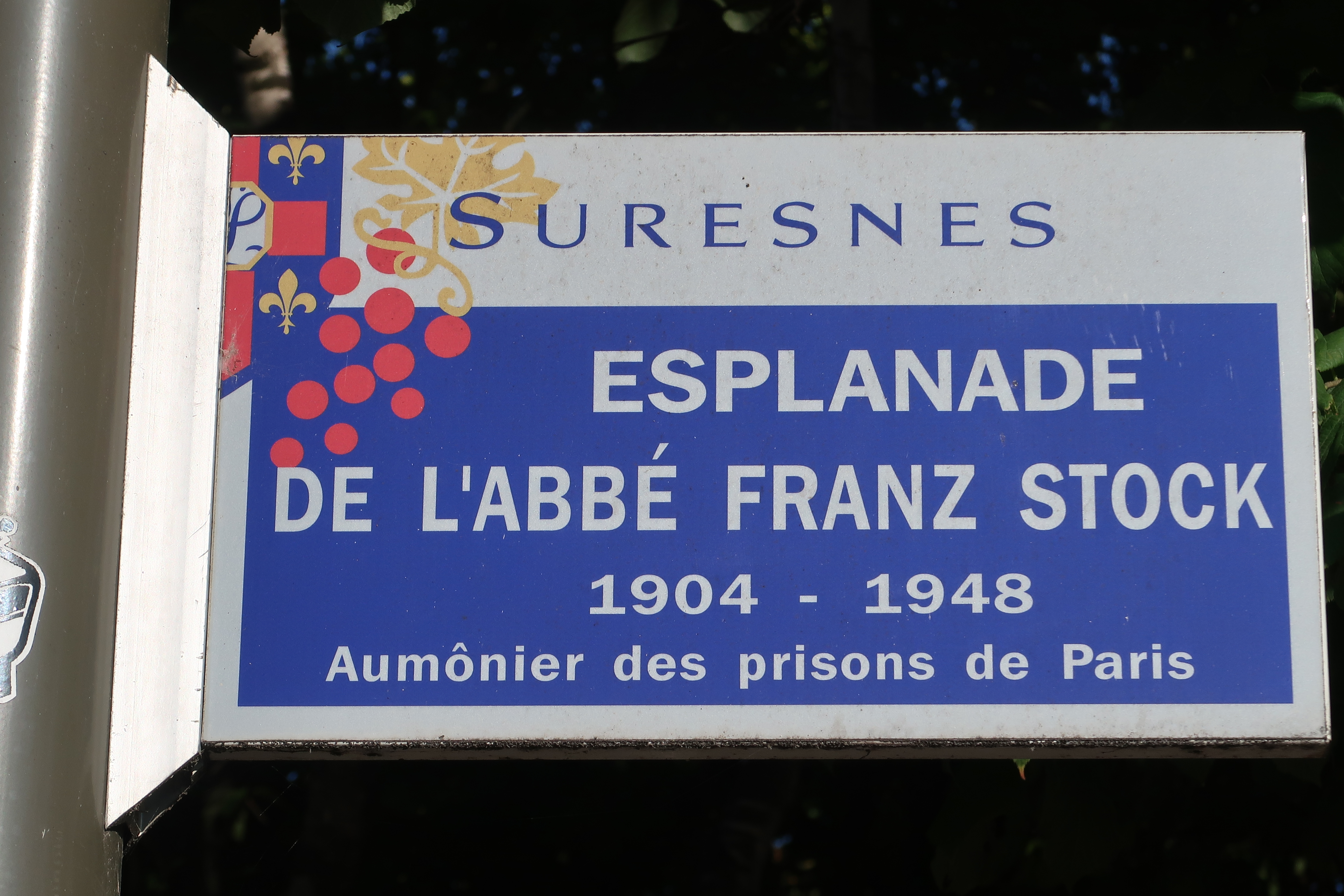
Plaque à Suresnes.

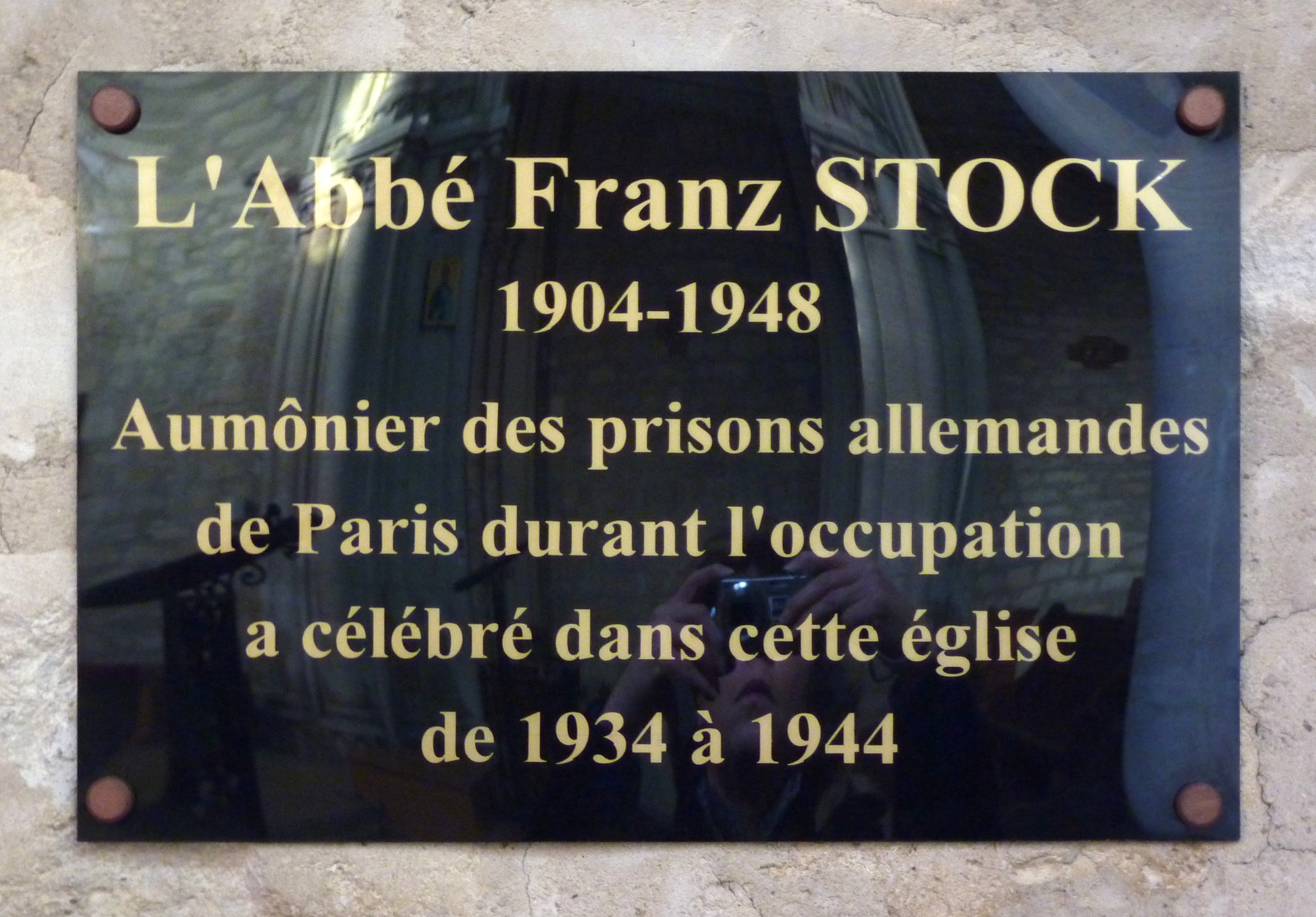
Plaque dans l'église Saint-Joseph-Artisan de Paris.

- Franz Stock a donné son nom au clan Scout d'Europe de Chartres (clan Franz Stock) depuis sa création en 1978.
- Le nom de « Place de l’Abbé-Franz-Stock » est donné en septembre 1990 à l’esplanade devant le Mémorial de la France combattante du Mont Valérien à Suresnes.
- La place de l'Abbé-Franz-Stock dans le 16e arrondissement de Paris porte son nom depuis 1994.
- À Caen, une des voies proches du Mémorial pour la Paix est baptisée « Cours Abbé Franz Stock » vers 2003, dans un ensemble odonymique lié à la Seconde Guerre mondiale.
- Portent aussi son nom : la place Franz-Stock et le Centre Européen de Rencontre Franz Stock à Chartres, le Franz-Stock-Gymnasium à Arnsberg, le square Franz-Stock au Mans, la place Franz-Stock à Paderborn.
- L'oratorio Video Pacem du compositeur Hartwig Diehl composé à l'occasion du 50e anniversaire de la mort de Franz Stock[16].
- La Suite pour violoncelle seul Franz Stock du compositeur Alexandre Benéteau, créée par le violoncelliste Jacob Shaw lors des festivités de célébration du 50e anniversaire du rapatriement de la dépouille de Franz Stock en l'église de Rechèvres[17].
- Un timbre à son effigie a été émis en 1998 par la Poste française.
- Son procès en béatification est ouvert par l'Église catholique le 14 novembre 2009, par le diocèse de Paderborn[18],[19]. Le 30 juin 2022, le diocèse de Paderborn annonce que le dicastère pour les causes des Saints estime que les conditions d'une béatification ne sont pas réunies[20].

## Sources

### Écrit
- (de) Franz Stock, Die Bretagne. Ein Erlebnis, Alsatia, 1943.

### Sources bibliographiques
- Erich Kock (trad. de l'allemand), L'Abbé Franz Stock [« Zwischen den Fronten, der Priester Franz Stock »], Tournai, Casterman, 1966, 249 pages.
- Marie-André Rousseau, Franz Stock, Paris, Fleurus, 1969.
- Raymond Loonbeek, Franz Stock (1904-1948) : La fraternité universelle, Paris, Desclée de Brouwer, 1989, 345 p. ; réédité Salvator, 2007  (ISBN 2706704845 et 9782706704840).
- Hubert Briand, « Les peintures murales du « séminaire des barbelés », Bulletin de la société archéologique d’Eure-et-Loir,‎ 3e trim. 1992, p. 33-36.
- René Closset, Franz Stock, aumônier de l'enfer, éd. Fayard, coll. « le Sarment », 1998, 300 p. (ISBN 2866791088 et 2866791088).
- Jacques Perrier, L'abbé Stock (1904-1948). Heureux les doux, Paris, éd. du Cerf, 1998.
- Xavier Boniface, « L'aumônerie des prisonniers de guerre de l'Axe : une œuvre de miséricorde », dans L'aumônerie militaire française (1914-1962), Paris, Éditions du Cerf, 2001, p. 356-368.
- Ludovic Lécuru, L'abbé Franz Stock : Sentinelle de la paix, Téqui, 2003, 157 p. (ISBN 2740310145 et 9782740310144).
- Jean-Pierre Guérend, Prier 15 jours avec l'abbé Franz Stock, apôtre de la réconciliation, Nouvelle cité, 2013.
- Simone Jacques-Yahiel, Ma raison d'être, Souvenirs d'une famille de déportés résistants, L'Harmattan, 2015
- Journal de guerre, 1942-1947. Écrits inédits de l'aumônier du mont Valérien, Cerf, 2017, 438 p. (ISBN 9782204122443).
- Alexandre Najjar,  Harry et Franz , Plon, 2018, qui rend hommage, sous forme romanesque, à l’abbé Franz Stock qui assista, entre autres, l’acteur Harry Baur à la prison du Cherche-Midi (voir en ce sens le journal de Stock, p. 95, en date du 30 juin 1942).
- Gérard Valin-Ruggiero del Ponte, Le mémorial de Chartres, L'Harmattan, 2013 (ISBN 978-2-343-00558-4).

### Autres sources
- Site France-Allemagne.fr, « Biographie de l’abbé Franz Stock (1904-1948) »